# Rude Skov
Rude Skov är en 550 hektar stor statlig skog på nordöstra Själland i Danmark. Delar av skogen är naturskog. 
I den nordvästra delen finns ett område med dammar och kanaler där det tidigare har odlats karp samt en nerlagd anläggning för satellitmottagning av väderdata åt Danmarks Meteorologiske Institut.

## Brottslighet
Natten mellan 9 och 10 januari 1845 rånades en diligens på väg mot Hørsholm när den passerade Rude Skov och var tvungen att sakta in uppför en backe. De två rånarna, som hade låtit kopiera en nyckel till värdeboxen, tömde den på pengar och guldföremål men missade ett större belopp som var gömd i diligensen. De grävde ner tjuvgodset men avslöjades snart och dömdes till 7 respektive 10 års straffarbete.
I oktober 1943 hittades kroppen av en skjuten kvinna i Rude Skov. Hon påstods ha dödats som stikker för att ha avslöjat en flyktrutt till Sverige i samband med räddningen av de danska judarna. Det visade sig senare att kvinnan hade misshandlats och rånats och inte hade samband med den danska motståndsrörelsen. Tio personer åtalades och dömdes för dådet.